# OGXペトロレオ
OGXペトロレオ（ OGX Petróleo e Gás Participações S.A.）は、持株会社グルーポEBX傘下の石油及び天然ガス採掘会社である。本社をリオデジャネイロに置いている。グルーポEBXが株式数の61.3%を保有しており、教職員年金基金が12.7%を保有している。100%子会社にペトロレオ・エ・ガス・リミテッドを保有している。
2007年に設立され、2008年6月に、Bovespaに株式を新規に公開させた。その時の調達金額は67億レアル（当時のレアルの為替レート1レアル=67円の計算で4489億円）であり、ブラジルにおける新規公開調達金額では、最大規模の金額であった（2009年に、バンコ・サンタンデール・ブラジルがその金額を上回る資金を調達している）。
OGXペトロレオが採掘をしている場所は、パラー州・マラニョン州沖合、マラニョン州のパルナイバ盆地、エスピリトサント州沖合、カンポス油田、サントス油田である。